# Покер планирования
Покер планирования (англ. Planning Poker, а также англ. Scrum poker) — техника оценки, основанная на достижении договорённости, главным образом используемая для оценки сложности предстоящей работы или относительного объёма решаемых задач при разработке программного обеспечения. Это разновидность метода Wideband Delphi.
Она обычно используется в гибкой методологии разработки, в частности, в методологии экстремального программирования.
Метод впервые был описан Джеймсом Греннингом (James Grenning)
в 2002 году и позднее популяризован Майком Коном (Mike Cohn) в книге «Agile Estimating and Planning».

## Описание процесса оценки

### Подготовка
Для проведения покера планирования необходимо подготовить список обсуждаемых функций и несколько колод пронумерованных карт. Список функций либо пользовательские истории описывают разрабатываемое программное обеспечение. Карты в колодах должны быть пронумерованы. Обычно колода содержит карты, содержащие числа Фибоначчи, включая ноль: 0, 1, 2, 3, 5, 8, 13, 21, 34, 55, 89; другие разновидности колод могут использовать аналогичные последовательности. Например, одна из имеющихся в продаже колод содержит следующую последовательность: 0, ½, 1, 2, 3, 5, 8, 13, 20, 40, 100. 
(Ноль означает, что функция или уже реализована, или настолько мала, что нет смысла присваивать ей число.)
В колоде могут быть также специальные карты:
- знак вопроса (?), означающий неуверенность;
- бесконечность (∞), означающая, что обсуждаемая функция или принципиально не может быть реализована, или слишком велика, чтобы присваивать ей число;
- чашка кофе (☕), означающая требование перерыва.  Колода карт для покера планирования

Аргумент в пользу использования последовательности Фибоначчи — отражение возрастающей неопределённости с ростом сложности оцениваемых функций или задач.
Некоторыми организациями используются обычные игральные карты, включающие туз, 2, 3, 5, 8 и короля. Король буквально означает: «Данный пункт слишком большой или его слишком сложно оценить». Выбрасывание короля завершает обсуждение пункта в текущем Спринте.
По желанию, может использоваться таймер, чтобы устанавливать лимит времени одного пункта.

### Процедура проведения
Каждому участнику обсуждения выдаётся по колоде карт. Все колоды идентичны друг другу.
Обсуждение проводится следующим образом.
- Ведущий (англ. Moderator), не участвующий в обсуждении, ведёт собрание.

- Менеджер продукта (англ. Product Manager) дает краткие обзоры каждому из пунктов. Участники могут задавать вопросы и вести обсуждение предложений и рисков. Итог обсуждения записывается менеджером продукта.

- Участники выбирают по одной карте и кладут их рубашкой вверх, показывая таким образом, что выбор сделан. Числовые достоинства карт могут использоваться по-разному: они могут означать количество дней, наиболее подходящие дни или относительные единицы сложности (англ. story points). Во время обсуждения достоинствам не должны приписываться новые значения в зависимости от размера функций с целью избегания эффекта привязки.

- Каждый участник называет свою карту и переворачивает её.

- Участникам с высокими и низкими оценками предоставляется возможность высказаться и обосновать свою оценку.

- Процесс обсуждения продолжается до достижения консенсуса. Голос участника, который, скорее всего, будет владеть разработкой, имеет больший вес в «голосовании на основе консенсуса».

- Таймер используется для обеспечения структурированности обсуждения; ведущий или менеджер продукта может в любое время перезапустить таймер, по истечении времени все обсуждения должны быть прекращены, затем начинается новый круг покера.

Выступления участников повторяются вновь и вновь. Карты пронумерованы так, что чем больше число, тем больше неопределённость. Так, если разработчик желает выбрать 6, но он не до конца уверен, он выберет 5, либо может предусмотрительно выбрать 8.

## Достоинства метода
Покер планирования — это средство оценки проектов по разработке программного обеспечения. Эта техника минимизирует эффект привязки путём опроса каждого из участников команды таким образом, что никто не знает чужого решения до одновременного оглашения выбора каждого из участников.
Исследование K. Молёккен-Эствольда (норв. K. Moløkken-Østvold) и Н. Хаугена (норв. N.C. Haugen) показало, что оценки, полученные с помощью покера планирования, были менее оптимистичными и более точными, чем оценки, полученные с помощью простого сложения отдельных оценок аналогичных задач.

### Избегание эффекта привязки
Эффект привязки возникает, когда команда открыто обсуждает оценки. Команда обычно имеет в своём составе как сдержанных, так и импульсивных участников, могут быть участники, у которых есть определённые планы; разработчики, вероятно, захотят как можно больше времени заниматься работой над проектом, а владелец продукта или заказчик, вероятно, захочет, чтобы работа была закончена как можно скорее.
Оценка становится подверженной эффекту привязки, когда владелец продукта говорит нечто подобное: «Я думаю, это несложная работа, вряд ли это займёт больше пары недель». Либо когда разработчик говорит: «Думаю, нам нужно лучше стараться; решение проблем с бэк-эндом, которые у нас были, могло затянуться на месяцы». Если начинающий обсуждение говорит: «Думаю, это займёт 50 дней», — он сразу устанавливает рамки мышления остальных участников; возникает эффект привязки, то есть число 50 подсознательно будет отправной точкой для всех участников.
Те, кто хотел назвать число 100, захотят уменьшить свою оценку, а те, кто задумал число 10, захотят увеличить её. Это становится серьёзной проблемой, если число 50 произносится влиятельным участником в то время, когда остальная команда преимущественно останавливает свой выбор на бо́льших или меньших значениях. Из-за эффекта привязки у остальных участников они могут — сознательно или нет — не проявить своего первоначального единомыслия; на самом деле, они могут так и не понять, что они думали об одном и том же. Это может быть опасным и приводить к оценкам, на которые повлияли планы или личные мнения людей, не сфокусированных на качественном выполнении задачи.
Покер планирования выявляет потенциально влиятельного участника команды, изолируя его мнение от других участников группы. Затем необходимо, чтобы участник аргументировал свой выбор, если он не совпадает с превалирующим мнением. Если участники группы могут выражать свою сплочённость таким образом, они более склонны верить в свои первоначальные оценки.
Если у влиятельного участника есть хорошие аргументы для спора, все остальные будут видеть смысл и прислушиваться, но, по крайней мере, остальные участники не будут подвержены эффекту привязки; вместо этого они должны будут исходить только из разумных соображений.

## Средства для распределённых команд
Когда команда географически рассредоточена, можно использовать некоторые инструменты, чтобы получить преимущества метода покера планирования.
Инструменты:
- Онлайн сервис для покер планирования  https://pplanning.ru/
- Сервис для управления проектами с функцией события покер планирования https://hubthe.team